# Temporada 2021 del Campeonato Mundial de Rallycross de la FIA
El Campeonato Mundial de Rallycross de la FIA 2021 fue la octava temporada del Campeonato Mundial de Rallycross de la FIA.
El campeón defensor será el sueco Johan Kristoffersson quien consiguió su tercer título mundial de la categoría al cancelarse las dos últimas pruebas de la temporada 2020. El equipo defensor del título será el equipo sueco KYB Team JC quien al igual que Kristoffersson ganó el título al cancelarse las dos últimas rondas de la temporada debido a la pandemia de COVID-19.

## Calendario
El calendario 2021 constara de diez rondas a celebrarse en Europa, África y Medio Oriente o Asia. El calendario inicial fue presentado el 16 de diciembre de 2020 con dos rondas sin definir: una en Europa y otra en Medio Oriente o Asia. El 26 de marzo de 2021, se presentó un nuevo calendario ajustado debido a los efectos aún persistentes de la pandemia de Covid-19; el nuevo calendario esta centrado solo en Europa, las rondas en Finlandia, Medio Oriente y Sudáfrica se eliminaron del calendario. El 12 de mayo de 2021, se presentó una nueva actualización del calendario en la que se mantienen las ocho rondas basadas en Europa.
| Ronda | Evento                            | Fecha               | Circuito                                         | Clase | Piloto ganador       | Equipo ganador        | Resultados |
| ----- | --------------------------------- | ------------------- | ------------------------------------------------ | ----- | -------------------- | --------------------- | ---------- |
| 1     | World RX of Barcelona - Catalunya | 23-24 de julio      | Circuito de Barcelona-Cataluña, Montmeló         | RX1   | Kevin Hansen         | Hansen World RX Team  | Resultados |
| 1     | World RX of Barcelona - Catalunya | 23-24 de julio      | Circuito de Barcelona-Cataluña, Montmeló         | RX2e  | Guillaume De Ridder  | Guillaume De Ridder   | Resultados |
| 2     | World RX de Suecia                | 20-22 de agosto     | Höljesbanan, Höljes                              | RX1   | Timmy Hansen         | Hansen World RX Team  | Resultados |
| 2     | World RX de Suecia                | 20-22 de agosto     | Höljesbanan, Höljes                              | RX2e  | Jesse Kallio         | Olsbergs MSE          | Resultados |
| 3     | World RX de Francia               | 3-5 de septiembre   | Circuito de Lohéac, Lohéac                       | RX1   | Timmy Hansen         | Hansen World RX Team  | Resultados |
| 3     | World RX de Francia               | 3-5 de septiembre   | Circuito de Lohéac, Lohéac                       | RX2e  | Dorian Deslandes     | Olsbergs MSE          | Resultados |
| 4     | World RX de Letonia               | 18-19 de septiembre | Biķernieku Kompleksā Sporta Bāze, Riga           | RX1   | Niclas Grönholm      | GRX-Set World RX Team | Resultados |
| 5     | World RX de Letonia               | 18-19 de septiembre | Biķernieku Kompleksā Sporta Bāze, Riga           | RX1   | Johan Kristoffersson | KYB EKS JC            | Resultados |
| 6     | World RX of Benelux               | 9-10 de octubre     | Circuito de Spa-Francorchamps, Spa-Francorchamps | RX1   | Johan Kristoffersson | KYB EKS JC            | Resultados |
| 6     | World RX of Benelux               | 9-10 de octubre     | Circuito de Spa-Francorchamps, Spa-Francorchamps | RX2e  | Guillaume De Ridder  | Guillaume De Ridder   | Resultados |
| 7     | World RX de Portugal              | 16-17 de octubre    | Pista Automóvel de Montalegre, Montalegre        | RX1   | Niclas Grönholm      | GRX-Set World RX Team | Resultados |
| 8     | World RX de Alemania              | 27-28 de noviembre  | Nürburgring, Nürburg                             | RX1   | Johan Kristoffersson | KYB EKS JC            | Resultados |
| 9     | World RX de Alemania              | 27-28 de noviembre  | Nürburgring, Nürburg                             | RX2e  | Guillaume De Ridder  | Guillaume De Ridder   | Resultados |
| 9     | World RX de Alemania              | 27-28 de noviembre  | Nürburgring, Nürburg                             | RX1   | Niclas Grönholm      | GRX-Set World RX Team | Resultados |

### Cambios en el calendario
- Después de ser canceladas debido a la pandemia de COVID-19, el World RX of Benelux, el World RX de Noruega, el World RX de Alemania y el World RX de Francia volvieron al calendario.
- Después de ser incluida en 2020, el World RX de Riga - Letonia no fue incluida en el calendario inicial pero volvió al calendario después del reajuste del calendario. Sin embargo, su realización todavía está sujeta al contrato. El 19 de julio además de confirmarse el evento, se anunció que la prueba contaría con dos carrera, elevando el número de rondas del mundial a nueve.[12]
- Después de estar en el calendario 2020 y luego ser canceladas debido a la pandemia de COVID-19, el World RX de Rusia, el World RX de Finlandia y el World RX de Abu Dabi no fueron incluidas en el calendario inicial.
- El World RX de Sudáfrica regresó en primero al calendario inicial, sin embargo, se eliminó del calendario después del reajuste del calendario.
- Después de ser cancelada en 2020, el World RX de Portugal no fue incluida en el calendario inicial ni en el primer reajuste del calendario pero volvió al mundial después de la segunda actualización del calendario. Su fecha de realización se adelanto una semana, su fecha original era del 23 al 24 de octubre pero fue atrasada una semana, celebrandose del 16 al 17 de octubre en un intento de maximizar el número de espectadores en el evento.[13]
- El World RX de Noruega presente en el calendario inicial y en la primera actualización del calendario, fue cancelada debido a la pandemia de COVID-19.
- El World RX de Alemania pervisto a disputarse del 31 de julio al 1 de agosto fue pospuesto para el 27 y 28 de noviembre como consecuencia de las inundaciones que asedian la región.[14]

## Cambios

### Cambio financieros
- En octubre de 2020, IMG anunció que dejaría de ser el promotor del campeonato al final de la temporada 2020.[15][16][17] En febrero de 2021, se anunció oficialmente que WRC Promoter GmbH reemplazará a IMG como promotor del campeonato. WRC Promoter GmbH también es propietaria de los derechos comerciales del Campeonato Mundial de Rally.[18][19][20]

### Cambios deportivos
- A partir de esta temporada la clase Supercar pasará a llamarse RX3.
- La clase RX2 fue discontinuada. Fue reemplazada por la clase RX2e, una clase integrada por vehículos eléctricos.

## Equipos y pilotos

### RX1
| Constructor | Equipo                          | Automóvil              | No. | Piloto               | Rondas      | Ref.   |
| ----------- | ------------------------------- | ---------------------- | --- | -------------------- | ----------- | ------ |
| Audi        | KYB EKS JC                      | Audi S1 EKS RX Quattro | 1   | Johan Kristoffersson | Todas       | [ 23 ] |
| Audi        | KYB EKS JC                      | Audi S1 EKS RX Quattro | 91  | Enzo Ide             | Todas       | [ 24 ] |
| Audi        | Kárai Motorsport Sportegyesület | Audi S1                | 73  | Tamás Kárai          | 1, 8-9      | [ 25 ] |
| Audi        | Volland Racing KFT              | Audi S1                | 95  | Yury Belevskiy       | 8-9         | [ 26 ] |
| Citroën     | Hervé Knapick                   | Citroën DS3            | 84  | Hervé Knapick        | 3, 6, 8-9   | [ 27 ] |
| Ford        | Ollie O'Donovan                 | Ford Fiesta            | 2   | Ollie O'Donovan      | 3, 6-7, 8-9 | [ 27 ] |
| Ford        | Juha Rytkönen                   | Ford Fiesta            | 18  | Juha Rytkönen        | 1-2, 4-6    | [ 28 ] |
| Ford        | Nyirad Motorsport KFT           | Ford Fiesta            | 50  | Attila Mozer         | 1-2         | [ 25 ] |
| Ford        | Team SKÅAB                      | Ford Fiesta            | 31  | Stefan Kristensson   | 8-9         | [ 26 ] |
| Hyundai     | GRX-Set World RX Team           | Hyundai i20            | 23  | Krisztián Szabó      | Todas       | [ 29 ] |
| Hyundai     | GRX-Set World RX Team           | Hyundai i20            | 68  | Niclas Grönholm      | Todas       | [ 29 ] |
| Hyundai     | PGRX                            | Hyundai i20            | 83  | Patrick Guillerme    | 1           | [ 25 ] |
| Hyundai     | PGRX                            | Hyundai i20            | 27  | Davy Jeanney         | 8-9         | [ 30 ] |
| Hyundai     | Hedströms Motorsport            | Hyundai i20            | 8   | Peter Hedström       | 2           | [ 31 ] |
| Hyundai     | Hedströms Motorsport            | Hyundai i20            | 92  | Anton Marklund       | 6, 8-9      | [ 27 ] |
| Mini        | Xite Racing                     | Mini Cooper            | 42  | Oliver Bennett       | 1           | [ 32 ] |
| Peugeot     | Hansen World RX Team            | Peugeot 208            | 9   | Kevin Hansen         | Todas       | [ 33 ] |
| Peugeot     | Hansen World RX Team            | Peugeot 208            | 21  | Timmy Hansen         | Todas       | [ 34 ] |
| Renault     | UNKORRUPTED                     | Renault Mégane R.S.    | 69  | Kevin Abbring        | 1-6, 8-9    | [ 35 ] |
| SEAT        | ALL-INKL.COM Münnich Motorsport | SEAT Ibiza             | 5   | Mattias Ekström      | 4-5         | [ 36 ] |
| SEAT        | ALL-INKL.COM Münnich Motorsport | SEAT Ibiza             | 38  | Mandie August        | 1           | [ 37 ] |
| SEAT        | ALL-INKL.COM Münnich Motorsport | SEAT Ibiza             | 44  | Timo Scheider        | 1, 3-5      | [ 37 ] |
| SEAT        | ALL-INKL.COM Münnich Motorsport | SEAT Ibiza             | 77  | René Münnich         | 1           | [ 37 ] |
| Volkswagen  | Hedströms Motorsport            | Volkswagen Polo        | 17  | Dan Oberg            | 1, 4-5      | [ 25 ] |

### RX2e
| Constructor | Equipo                    | Automóvil     | No. | Piloto                  | Rondas | Ref.          |
| ----------- | ------------------------- | ------------- | --- | ----------------------- | ------ | ------------- |
| OMSE        | Ruben Fernandez Gil       | OMSE QEV RX2e | 5   | Pablo Suárez            | 1      | [ 38 ]        |
| OMSE        | Monlau Competición        | OMSE QEV RX2e | 5   | Pablo Suárez            | 2-4    | [ 39 ]        |
| OMSE        | Escudería Mollerussa      | OMSE QEV RX2e | 12  | Pepe Arqué              | TBA    |               |
| OMSE        | Patrick O'Donovan         | OMSE QEV RX2e | 13  | Patrick O'Donovan       | 1-4    | [ 40 ]        |
| OMSE        | Kristoffersson Motorsport | OMSE QEV RX2e | 14  | Nils Andersson          | 2-3    | [ 41 ]        |
| OMSE        | RN Kapersky Racing Team   | OMSE QEV RX2e | 15  | Reiniss Nitišs          | 3      | [ 42 ]        |
| OMSE        | Linus Östlund             | OMSE QEV RX2e | 18  | Linus Östlund           | 2      | [ 39 ]        |
| OMSE        | Damien Meunier            | OMSE QEV RX2e | 21  | Damien Meunier          | 1-2    | [ 43 ]        |
| OMSE        | Olsbergs MSE              | OMSE QEV RX2e | 12  | Klara Andersson         | 4      |               |
| OMSE        | Olsbergs MSE              | OMSE QEV RX2e | 28  | Filip Thorén            | 4      |               |
| OMSE        | Olsbergs MSE              | OMSE QEV RX2e | 35  | Fraser McConnell        | 1-2    | [ 44 ]        |
| OMSE        | Olsbergs MSE              | OMSE QEV RX2e | 47  | Jesse Kallio            | 1-4    | [ 45 ]        |
| OMSE        | Olsbergs MSE              | OMSE QEV RX2e | 121 | Conner Martell          | 3-4    | [ 42 ]        |
| OMSE        | Jan Oscar Ortfeldt        | OMSE QEV RX2e | 36  | Jan Oscar Ortfeldt      | 1      | [ 46 ] [ 47 ] |
| OMSE        | G4 Motors SA              | OMSE QEV RX2e | 55  | José-Luis García Molina | 1      | [ 48 ]        |
| OMSE        | Mark Flaherty             | OMSE QEV RX2e | 77  | Mark Flaherty           | 1      | [ 49 ]        |
| OMSE        | Isak Sjökvist             | OMSE QEV RX2e | 82  | Isak Sjökvist           | 2-4    | [ 39 ]        |
| OMSE        | Ole-Henry Steinsholt      | OMSE QEV RX2e | 88  | Ole-Henry Steinsholt    | 1      | [ 50 ]        |
| OMSE        | Guillaume De Ridder       | OMSE QEV RX2e | 96  | Guillaume De Ridder     | 1-4    | [ 51 ]        |
| OMSE        | Cyril Raymond             | OMSE QEV RX2e | 113 | Cyril Raymond           | 3      | [ 42 ]        |
| OMSE        | EKS JC                    | OMSE QEV RX2e | 170 | Isak Reiersen           | 2      | [ 39 ]        |
| OMSE        | Acciona \| Sainz XE Team  | OMSE QEV RX2e | 44  | Laia Sanz               | 4      |               |
| OMSE        | Xite Energy Racing        | OMSE QEV RX2e | 22  | Christine GZ            | 4      |               |

## Clasificación

### Sistema de puntuación
|             | Posición | Posición | Posición | Posición | Posición | Posición | Posición | Posición | Posición | Posición | Posición | Posición | Posición | Posición | Posición | Posición |
| Ronda       | 1.º      | 2.º      | 3.º      | 4.º      | 5.º      | 6.º      | 7.º      | 8.º      | 9.º      | 10.º     | 11.º     | 12.º     | 13.º     | 14.º     | 15.º     | 16.º     |
| ----------- | -------- | -------- | -------- | -------- | -------- | -------- | -------- | -------- | -------- | -------- | -------- | -------- | -------- | -------- | -------- | -------- |
| Series      | 16       | 15       | 14       | 13       | 12       | 11       | 10       | 9        | 8        | 7        | 6        | 5        | 4        | 3        | 2        | 1        |
| Semifinales | 6        | 5        | 4        | 3        | 2        | 1        |          |          |          |          |          |          |          |          |          |          |
| Final       | 8        | 5        | 4        | 3        | 2        | 1        |          |          |          |          |          |          |          |          |          |          |

### Campeonato Mundial de Rallycross de la FIA de Pilotos
| Pos. | Piloto               | BAR | SWE | FRA | LAT | LAT | BEL | POR | GER | GER | Puntos |
| ---- | -------------------- | --- | --- | --- | --- | --- | --- | --- | --- | --- | ------ |
| 1    | Johan Kristoffersson | 3   | 7   | 7   | 5   | 1   | 1   | 6   | 1   | 3   | 217    |
| 2    | Timmy Hansen         | 2   | 1   | 1   | 2   | 3   | 4   | 2   | 5   | 4   | 217    |
| 3    | Niclas Grönholm      | 8   | 8   | 3   | 1   | 2   | 8   | 1   | 4   | 1   | 197    |
| 4    | Kevin Hansen         | 1   | 2   | 2   | 3   | 5   | 2   | 3   | 9   | 2   | 191    |
| 5    | Krisztián Szabó      | 4   | 5   | 5   | 4   | 6   | 3   | 4   | 3   | 7   | 162    |
| 6    | Enzo Ide             | 10  | 4   | 8   | 9   | 9   | 5   | 5   | 6   | 6   | 125    |
| 7    | Kevin Abbring        | 6   | 3   | 4   | 8   | 8   | 7   |     |     |     | 97     |
| 8    | Timo Scheider        | 7   |     | 6   | 6   | 7   | 9   |     |     |     | 75     |
| 9    | Juha Rytkönen        | 9   | 6   |     | 10  | 10  | 10  |     |     |     | 52     |
| 10   | Mattias Ekström      |     |     |     | 7   | 4   |     |     |     |     | 37     |
| 11   | Oliver O'Donovan     |     |     | 9   |     |     | 12  | 7   | 13  | 13  | 37     |
| 12   | Yury Belevskiy       |     |     |     |     |     |     |     | 2   | 9   | 36     |
| 13   | Anton Marklund       |     |     |     |     |     | 6   |     | 12  | 8   | 33     |
| 14   | Guerlain Chicherit   |     |     |     |     |     |     |     | 7   | 5   | 27     |
| 15   | Tamás Kárai          | 11  |     |     |     |     |     |     | 10  | 11  | 25     |
| 16   | Davy Jeanney         |     |     |     |     |     |     |     | 8   | 10  | 20     |
| 17   | Hervé Knapick        |     |     | 10  |     |     | 11  |     | 14  | WD  | 18     |
| 18   | René Münnich         | 5   |     |     |     |     |     |     |     |     | 16     |
| 19   | Stefan Kristensson   |     |     |     |     |     |     |     | 11  | 12  | 14     |
| 20   | Attila Mózer         | 14  | 10  |     |     |     |     |     |     |     | 13     |
| 21   | Peter Hedström       |     | 9   |     |     |     |     |     |     |     | 11     |
| 22   | Oliver Bennett       | 12  |     |     |     |     |     |     |     |     | 8      |
| 23   | Dan Öberg            | 16  |     |     | 11  | 11  |     |     |     |     | 7      |
| 24   | Mandie August        | 13  |     |     |     |     |     |     |     |     | 4      |
| 25   | Patrick Guillerme    | 15  |     |     |     |     |     |     |     |     | 2      |
| Pos. | Piloto               | BAR | SWE | FRA | LAT | LAT | BEL | POR | GER | GER | Puntos |

| Color     | Resultado               |
| Oro       | Ganador                 |
| Plata     | 2ª plaza                |
| Bronce    | 3ª plaza                |
| Verde     | Finalizó, en los puntos |
| Azul      | Finalizó, sin puntos    |
| Violeta   | No terminó (Ret)        |
| Negro     | Descalificado (DES)     |
| Blanco    | No empezó (DNS)         |
| Blanco    | Excluido (EX)           |
| Blanco    | Lesionado (LES)         |
| Sin color | No participó            |